# 四千金 (電視劇)
《四千金》是台灣電視公司於1997年播映的八點檔連續劇，由歸亞蕾、賈靜雯、鄭家榆、岳翎、 明金成、倪婉萍等人主演，是以都會愛情、家庭關係為主題的連續劇。1997年5月20日開鏡。1997年8月11日開播，於同年10月3日完結播畢。
該劇的題材是取自於《四千金》，被製作人徐立功相中其劇情的發展與故事的內容，於是便將這部電影改拍成電視劇「四千金」。

## 演員陣容
- 張冰玉 飾 奶奶[4]
- 江明 飾 劉斌仁（父親）
- 歸亞蕾 飾 白蘋/白姨（母親）
- 岳翎 飾 劉筱媛（長女）
- 鄭家榆 飾 劉筱慧（二女）
- 賈靜雯 飾 劉筱智（三女）
- 張之怡 飾 劉筱雯（么女）
- 倪婉萍 飾 劉姨
- 林立洋 飾 阮明遠
- 明金成 飾 周寶寶/小周
- 王海輪 飾 胡新一
- 戴良光 飾 金世平
- 湯志偉 飾 任新宇
- 郭子乾 飾 地主
- 高明偉 飾 JOE
- 蔡阿炮 飾 錢董
- 連靜雯 飾 安佳
- 施羽 飾 夏大羽
- 別霖 飾 程玫

## 主題曲
| 曲類   | 曲目 | 作詞   | 作曲           | 編曲   | 主唱   |
| ------ | ---- | ------ | -------------- | ------ | ------ |
| 片頭曲 | 體會 | 黃桂蘭 | 林隆璇         | 屠穎   | 陳慧琳 |
| 片尾曲 | 心跳 | 黃桂蘭 | 李之勤、吳旭文 | 鍾興民 | 陳譯賢 |